# ایتون (اوهایو)
ایتون(به انگلیسی: Eaton) شهری در ایالت اوهایو کشور ایالات متحده آمریکا است که جمعیت آن در سرشماری سال ۲۰۱۰ میلادی، ۸٬۴۰۷ نفر بوده‌است.